# Cryptocephalus multisignatus
Cryptocephalus multisignatus är en skalbaggsart som beskrevs av Schaeffer 1933. Cryptocephalus multisignatus ingår i släktet Cryptocephalus och familjen bladbaggar. Inga underarter finns listade i Catalogue of Life.